# Karsten Tietz
Karsten Tietz (* 1970 oder 1971) ist ein deutscher Diplomat und ehemaliger Politiker (CDU).

## Werdegang
Tietz legte 1989 das Abitur in Hamburg ab. Von 1990 bis 1997 studierte er Rechtswissenschaft an der Universität Hamburg. Er legte das zweite Staatsexamen ab. Von 1994 bis 1995 absolvierte er den Master of Laws an der Duke University.
Bei der Bürgerschaftswahl in Hamburg 1993 kandidierte Tietze für die CDU und verfehlte zunächst den Einzug ins Parlament. Er rückte jedoch am 17. Januar 1995 für Peter Tucholski in die Bürgerschaft nach. Dort war er der jüngste Abgeordnete der 15. Wahlperiode. Nach der Bürgerschaftswahl 1997 schied er wieder aus dem Parlament aus.
Daraufhin war Tietz von 1998 bis 2000 Vorstandsassistent bei der Allianz AG. 2000 trat er in den Dienst des Auswärtigen Amts ein. Zunächst war er im Referat „Völkerrecht“ tätig. Von 2002 bis 2006 war er Leiter der Rechts- und Konsularabteilung in der Botschaft Bangkok. In dieser Funktion leitete er auch das Krisenteam in Phuket nach dem Erdbeben im Indischen Ozean 2004. Von 2006 bis 2009 war er Kultur- und Pressereferent am Generalkonsulat in San Francisco. 2009 kehrte er als Referent ins Auswärtige Amt zurück, wo er zunächst bis 2011 im Referat „Ausländerrecht“ und von 2011 bis 2012 als stellvertretender Leiter des Referats „Internationales Zivil-, Wirtschafts-, Handels- und Steuerrecht“ tätig war. Von 2012 bis 2015 war er freigestelltes Mitglied des Personalrats. Daraufhin war er von 2015 bis 2018 stellvertretender Generalkonsul in Hongkong. Von 2018 bis 2021 war er Leiter des Referats „Internationales Zivil-, Wirtschafts-, Handels- und Steuerrecht“ im Auswärtigen Amt. Schließlich war er von 2021 bis 2025 Vorsitzender des Personalrats im Auswärtigen Amt.
Im Sommer 2025 wurde Tietz als Nachfolger von Jörg Polster Generaldirektor des Deutschen Instituts in Taiwan, der deutschen Präsenz auf der Insel, die faktisch die Rolle einer diplomatischen Vertretung ausübt.